# Кендалл (Нью-Йорк)
Кендалл (англ. Kendall) — місто (англ. town) в США, в окрузі Орлінс штату Нью-Йорк. Населення — 2617 осіб (2020).

## Демографія
Згідно з переписом 2010 року, у місті мешкали 2724 особи в 1025 домогосподарствах у складі 802 родин. Було 1186 помешкань
Расовий склад населення:
| - 96,7 % — білих - 0,7 % — корінних американців - 0,6 % — чорних або афроамериканців - 0,3 % — азіатів |

До двох чи більше рас належало 1,4 %. Частка іспаномовних становила 2,1 % від усіх жителів.
За віковим діапазоном населення розподілялося таким чином: 22,0 % — особи молодші 18 років, 63,6 % — особи у віці 18—64 років, 14,4 % — особи у віці 65 років та старші. Медіана віку мешканця становила 44,7 року. На 100 осіб жіночої статі у місті припадало 101,9 чоловіків;  на 100 жінок у віці від 18 років та старших — 100,0 чоловіків також старших 18 років.
Середній дохід на одне домашнє господарство  становив 67 962 долари США (медіана — 54 656), а середній дохід на одну сім'ю — 72 686 доларів (медіана — 60 116). Медіана доходів становила 42 847 доларів для чоловіків та 37 065 доларів для жінок. За межею бідності перебувало 10,8 % осіб, у тому числі 21,0 % дітей у віці до 18 років та 2,2 % осіб у віці 65 років та старших.
Цивільне працевлаштоване населення становило 1243 особи. Основні галузі зайнятості: освіта, охорона здоров'я та соціальна допомога — 22,7 %, виробництво — 17,4 %, роздрібна торгівля — 13,4 %.